# Кушниров, Денис Вячеславович
Кушниров Денис Вячеславович (род. 12 декабря 1992, Кривой Рог, Днепропетровская область) — украинский спортивный стрелок из пневматического пистолета с 10 метров среди мужчин.

## Биография
Родился 12 декабря 1992 года в городе Кривой Рог.
В 2009 году поступил в Криворожский филиал Европейского университета.

## Спортивная карьера
- Чемпион первых юношеских Олимпийских игр (Сингапур, 2010);
- Чемпион Европы (Меракер, Финляндия, 2010);
- Серебряный призёр чемпионата мира среди юниоров (Мюнхен, 2010);
- Чемпион Украины (2011);
- Бронзовый призёр Кубка мира (Лондон, 2012).

На летних Олимпийских играх 2012 года занял 19 место в квалификационном раунде, не сумев пройти в финал.
Выступает за спортивные общества «Динамо» и «Украина» (Днепр). Тренер — Геннадий Чапала.

## Награды
- Медаль «За заслуги перед городом Днепропетровск» (2010)